# Фридемакер (линейный корабль, 1721)
«Фридемакер» (от нем. friedenmaker — миротворец) — парусный линейный корабль Российского императорского флота 1720 года постройки.

## История строительства
Корабль строился на верфи Санкт-Петербургского Адмиралтейства с 8 июля 1716 года по 5 мая 1721 года. Постройку корабля вёл корабельный мастер Федосей Скляев.

## Конструкция корабля
Автором корабельного чертежа парусных линейных кораблей этого типа был Скляев, Федосей Моисеевич.
Артиллерийское вооружение корабля состояло из 80 орудий калибра от 8 до 24 артиллерийских фунтов, расположенных на трёх деках.

## Боевая служба
21 июня (2 июля) 1721 года вместе с кораблями «Святой Пётр», «Астрахань», «Святая Екатерина» и «Святой Александр» находился к востоку от Кроншлота.
Участвовал в завершающем этапе Северной войны.

## Командиры
С 1720 по 1721 год командиром корабля в чине капитан-командора служил И. А. Сенявин.